# Lucky Luke (série de televisão)
Lucky Luke é uma série de televisão dos estúdios Hanna-Barbera e Morris (1ªTemporada de 1983) e pelos estúdios Take One e DIHR (2ªtemporada de 1991). A série é baseada nos livros de Banda Desenhada de mesmo nome.

## Histórico da personagem
Lucky Luke, apesar de ser conhecido mais em Banda Desenhada, também teve antecedentes televisivos em filmes: Daisy Town em 1971, A Balada dos Dalton em 1978, e Os Dalton continuam à solta. Graças a esse êxito, é lançado em 1983 na televisão americana, a primeira série do herói pistoleiro, Lucky Luke.

## Sinopse
Lucky Luke é um cowboy solitário com exclente pontaria. O Cowboy percorre o velho oeste para salvar os habitantes da vila com a ajuda do seu cavalo Jolly Jumper, tendo como rivais os irmãos Dalton (Averell, Jack, William e Joe) e o cão Rantanplan.

## Transmissão em Televisão

### Estados Unidos
A série começou a ser originalmente exibida na televisão americana em 1984. A 2ªtemporada foi exibida em 1992.

### Brasil
No Brasil, a série estreou no SBT nos anos 80 com dublagem brasileira.

### Portugal
Em Portugal, a série estreou na RTP1 no dia 13 de Junho de 1987 na versão francesa com legendas em português.
*Sábados, 13h/14h, de 13-06-1987 até 12-12-1987